# Palmaz
Palmaz era una freguesia portuguesa del municipio de Oliveira de Azeméis, distrito de Aveiro.

## Historia
Fue suprimida el 28 de enero de 2013, en aplicación de una resolución de la Asamblea de la República portuguesa promulgada el 16 de enero de 2013 al unirse con las freguesias de Pinheiro da Bemposta y Travanca, formando la nueva freguesia de Pinheiro da Bemposta, Travanca e Palmaz.